# Gerd Krämer (Politiker, 1957)

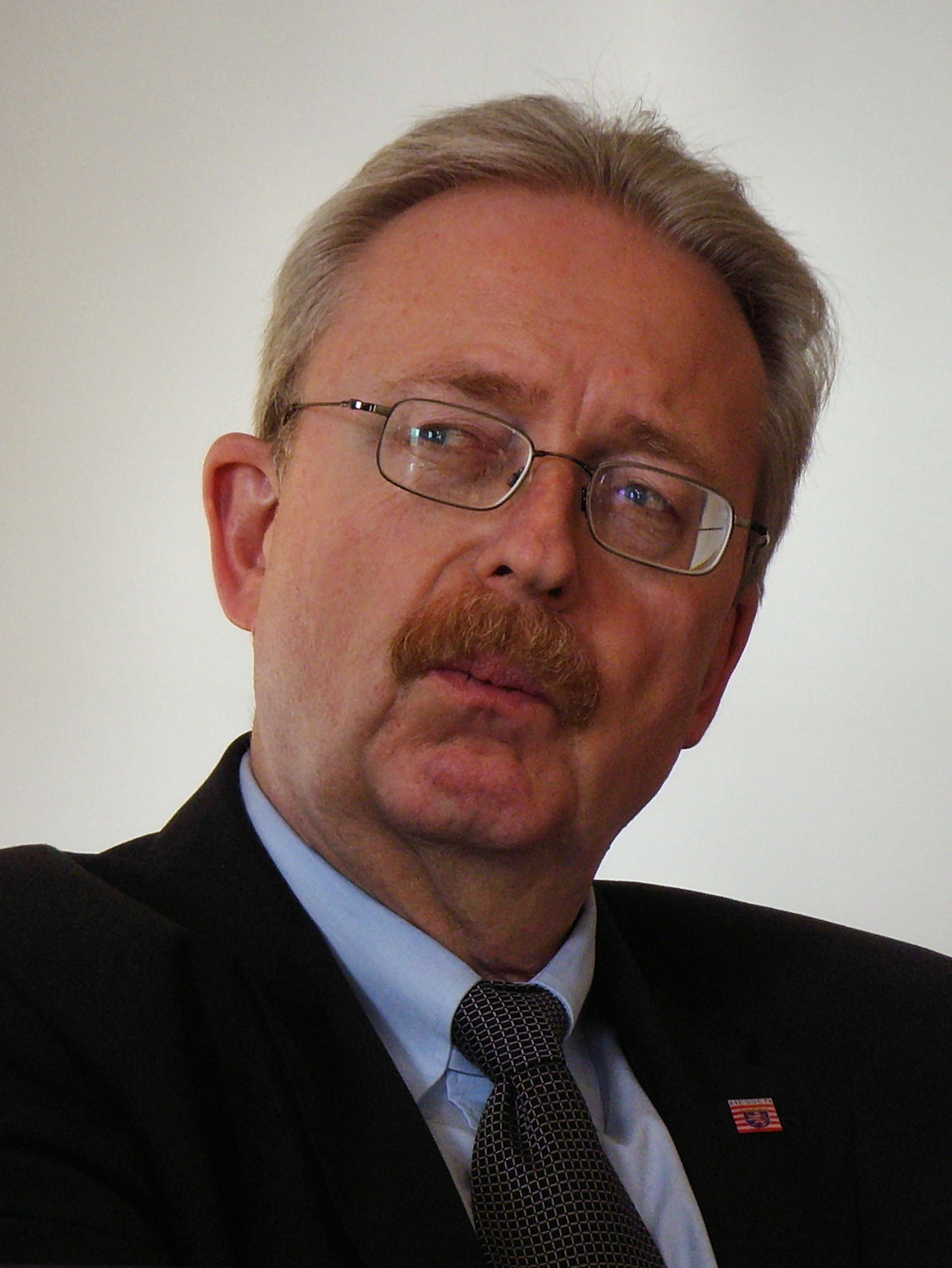
Gerd Krämer (2009)

Gerd Krämer (* 1. November 1957 in Hanau) ist ein deutscher Politiker (CDU). Er war bis Ende August 2010 Staatssekretär im Hessischen Ministerium für Wissenschaft und Kunst. Er ist römisch-katholisch und verheiratet.

## Leben
Nach seinem Abitur an der Otto-Hahn-Schule in Hanau (1976) studierte er an der Johann Wolfgang Goethe-Universität in Frankfurt Geschichte und Germanistik. Von 1981 bis 1985 war er als Wissenschaftliche Hilfskraft am Historischen Seminar der Universität tätig. 1985 beendete er sein Studium mit dem Abschluss „Magister Artium“ (M.A.) Danach arbeitete er 1985 bis 1986 als Wissenschaftlicher Mitarbeiter der Bundestagsabgeordneten Jürgen Echternach und Gunnar Uldall, Hamburg. 1986 bis 1991 war er Geschäftsführer der CDU-Kreistagsfraktion im Hochtaunuskreis. Von 1991 bis 1996 amtierte er als hauptamtlicher Stadtrat für Soziales und Jugend, Oberursel.
Von 1996 bis 2003 war er Bürgermeister der Stadt Oberursel und von 2003 bis 2009 Staatssekretär im Hessischen Sozialministerium. Von 2006 bis 2010 war Krämer Vorsitzender der CDA in Hessen. Vom 5. Februar 2009 bis zum 31. August 2010 war er Staatssekretär im Hessischen Ministerium für Wissenschaft und Kunst. Bei der Kommunalwahl 2016 wurde er in die Stadtverordnetenversammlung von Oberursel (Hochtaunuskreis) gewählt. Dort übte er vom 28. April 2016 bis zur Kommunalwahl 2020 das Amt des Stadtverordnetenvorstehers aus.

## Politische Funktionen
- 1977 bis 1985 Mitglied der Stadtverordnetenversammlung Langenselbold;
- 1989 bis 1996 Mitglied des Kreistages im Hochtaunuskreis;
- 1991 bis 1995 Vorsitzender der CDU-Kreistagsfraktion;
- 1997 bis 2003 Mitglied in der Gemeindekammer des Umlandverbandes Frankfurt;
- 2001 bis 2003 Planungskammer des Planungsverbandes Ballungsraum Frankfurt/Rhein-Main;
- 2001 bis 2003 Vorsitzender der CDU-Gruppe in der Planungskammer;
- 1998 bis 2007 Stellvertretender Kreisvorsitzender der CDU-Hochtaunus.

## Sonstige Funktionen
- 1996–2003 Vorsitzender des Aufsichtsrates Stadtwerke Oberursel GmbH
- 1996–2003 Vorsitzender des Aufsichtsrates Stadthalle Oberursel GmbH
- 1996–2003 Vorsitzender des Aufsichtsrates Stadtentwicklungs- und Wirtschaftsförderungsgesellschaft Oberursel GmbH
- 2003–2009 Vorstandsvorsitzender Hessenstiftung – Familie hat Zukunft
- 2009–2010 Vorsitzender des Aufsichtsrates Betriebsgesellschaft Schloss Erbach GmbH
- 2003–2024 Mitglied des Aufsichtsrates Kerckhoff-Klinik, Bad Nauheim, 2003–2014 Aufsichtsratsvorsitzender
- 2006–2016 Vorstandsmitglied Hessischer Volkshochschulverband
- 2007–2020 Vorsitzender Kuratorium Stiftung Weltkirche, Bistum Mainz
- 2010–2012 Kuratorium der Ranstad-Stiftung
- 2014–2024 Vorsitzender des Kuratoriums der Burgfestspiele Bad Vilbel